# Gmina Åmål

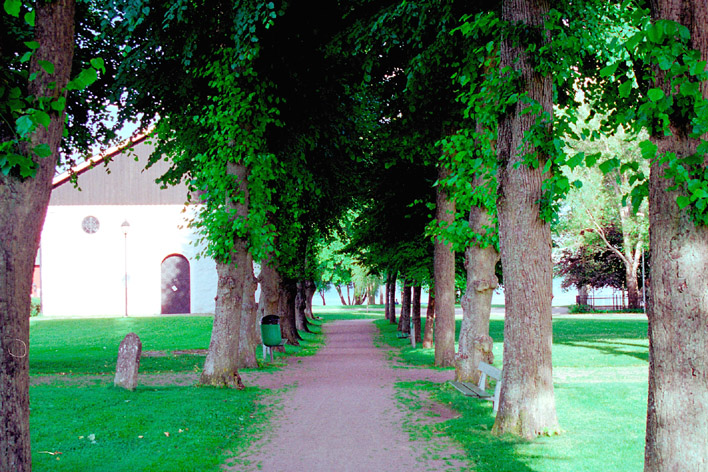
Amal

Gmina Åmål (szw. Åmåls kommun) – gmina w Szwecji, w regionie Västra Götaland, z siedzibą w Åmål.
Pod względem zaludnienia Åmål jest 176. gminą w Szwecji. Zamieszkuje ją 12 823 osób, z czego 50,82% to kobiety (6517) i 49,18% to mężczyźni (6306). W gminie zameldowanych jest 598 cudzoziemców. Na każdy kilometr kwadratowy przypada 26,49 mieszkańca. Pod względem wielkości gmina zajmuje 176. miejsce.